# Pierre Puvis de Chavannes
Pierre Puvis de Chavannes (fr; 14 de dezembro de 1824 – 24 de outubro de 1898) foi um pintor francês conhecido por suas pinturas murais, que ficou conhecido como "o pintor da França". Tornou-se co-fundador e presidente da Société Nationale des Beaux-Arts, e seu trabalho influenciou muitos outros artistas, notadamente Robert Genin, e ele auxiliou medalhistas com designs e sugestões para seus trabalhos. Puvis de Chavannes foi um pintor proeminente no início da Terceira República. Émile Zola descreveu seu trabalho como "uma arte feita de razão, paixão e vontade".

## Primeiros anos
Puvis de Chavannes nasceu como Pierre-Cécile Puvis em um subúrbio de Lyon, França, em 14 de dezembro de 1824. Era filho de um engenheiro de minas e descendia de uma antiga família nobre da Borgonha. Posteriormente, ele adicionou o ancestral "de Chavannes" ao seu nome. Durante toda a sua vida, ele rejeitou suas origens lionesas, preferindo identificar-se com o sangue "forte" dos borgonheses, de onde seu pai se originava.
Puvis de Chavannes foi educado no Amiens College e no Lycée Henri IV em Paris. Ele pretendia seguir a profissão de seu pai até que uma doença grave o obrigou a convalescer em Mâcon com seu irmão e cunhada em 1844 e 1845, o que interrompeu seus estudos. Uma viagem à Itália abriu sua mente para novas ideias e, ao retornar a Paris em 1846, anunciou sua intenção de se tornar pintor.
Estudou primeiro com Eugène Delacroix, mas apenas brevemente, pois Delacroix fechou seu estúdio logo depois devido a problemas de saúde. Subsequentemente, estudou com Henri Scheffer e depois com Thomas Couture. Sua formação não foi clássica, pois descobriu que preferia trabalhar sozinho. Ele instalou um grande estúdio perto da Gare de Lyon e frequentou aulas de anatomia na Académie des Beaux Arts. Foi somente alguns anos depois, quando o governo da França adquiriu uma de suas obras, que ele ganhou amplo reconhecimento.
Em 1850, Puvis de Chavannes fez sua estreia no Salão com Cristo Morto, Jeune noir à l'épée (Jovem negro com espada), A Lição de Leitura e Retrato de um Homem.

## Obra

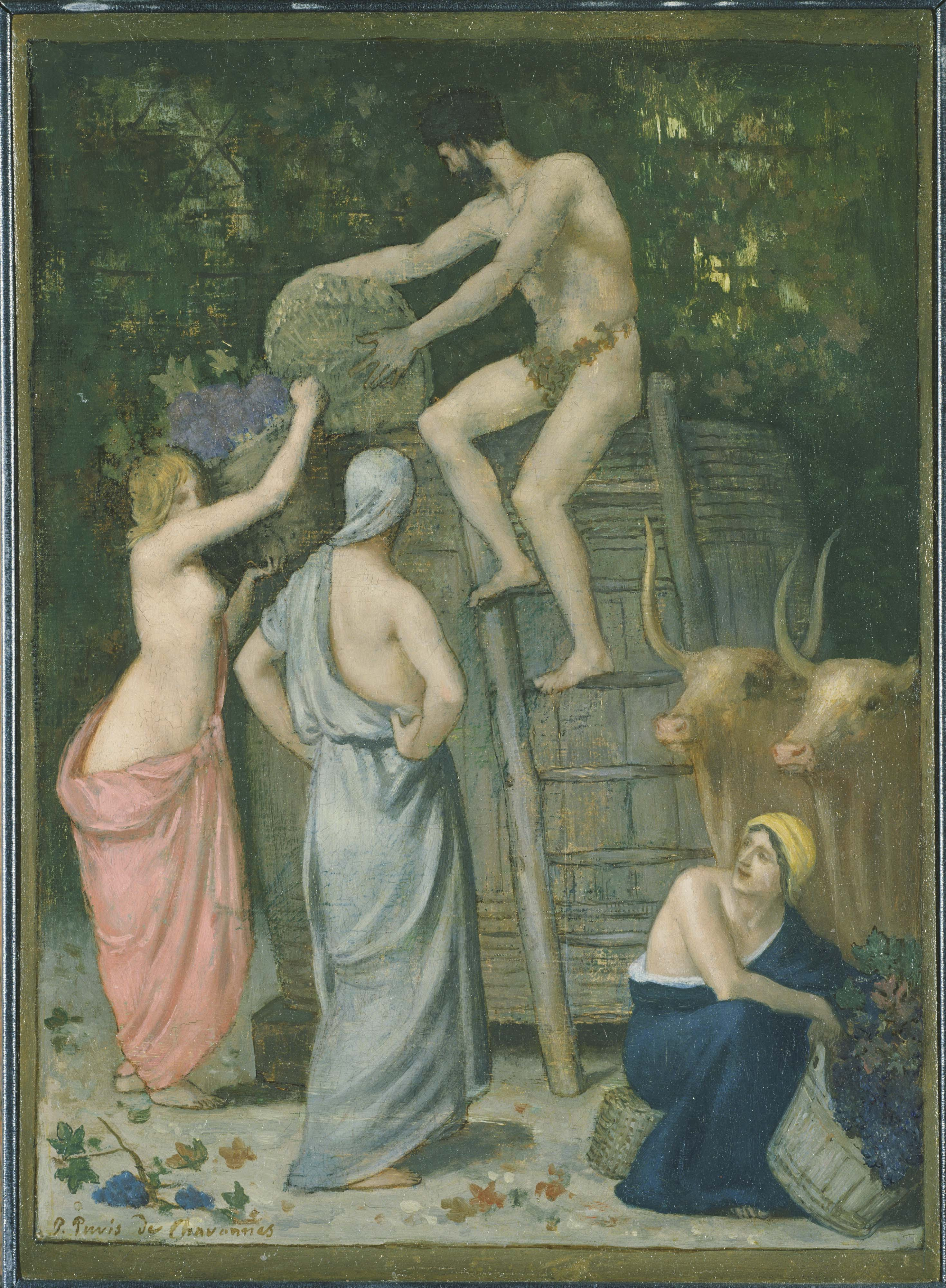
A Prensa de Vinho, 1865, The Phillips Collection

O trabalho de Puvis de Chavannes é visto como de natureza simbolista, mesmo que ele tenha estudado com alguns dos românticos, e é creditado por influenciar toda uma geração de pintores e escultores, particularmente as obras dos Modernistas. Um de seus protegidos foi Georges de Feure.

### Trabalho mural

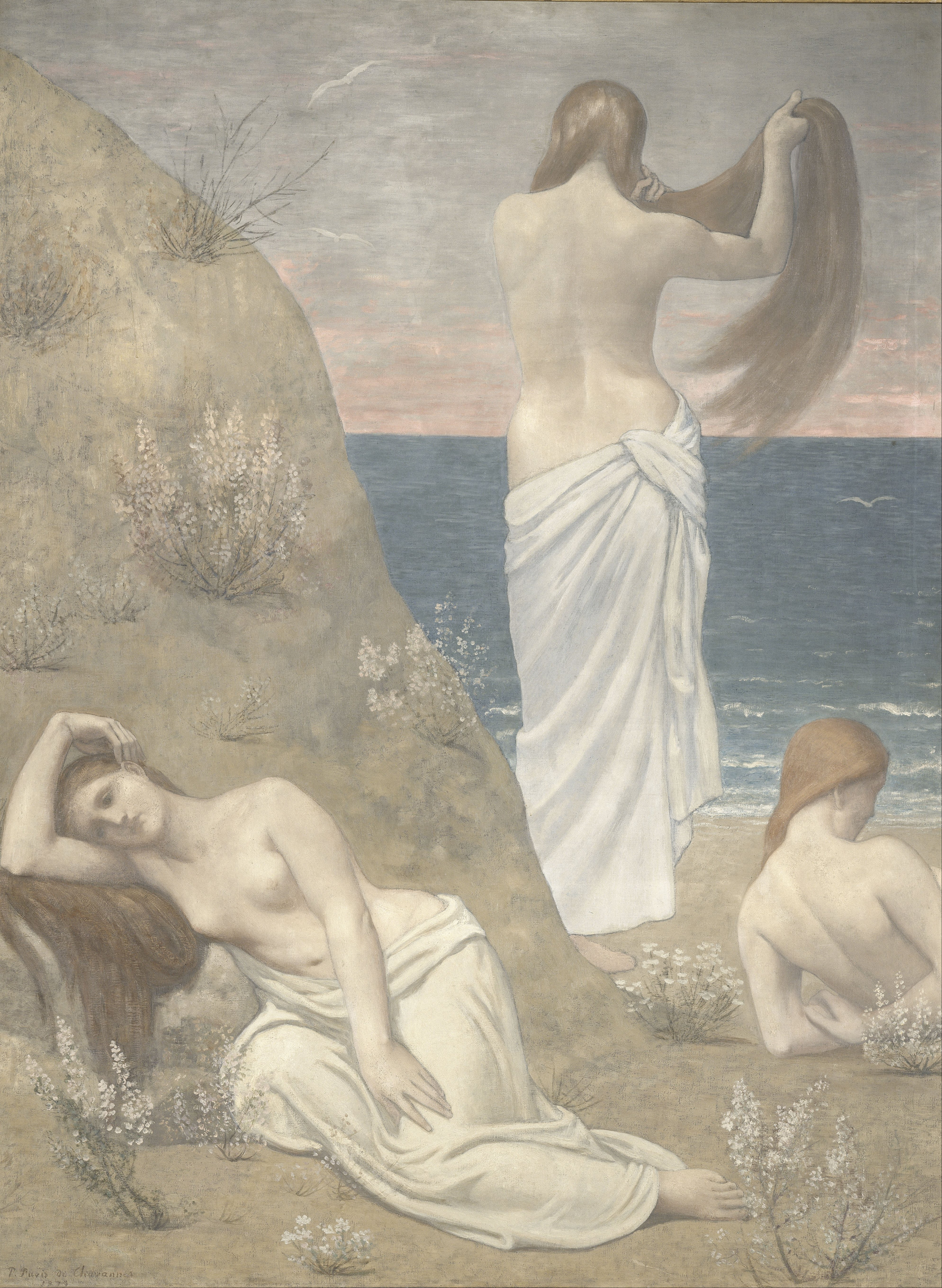
Jovens à Beira-Mar (1879)

Puvis de Chavannes é mais conhecido por suas pinturas murais, e ficou conhecido como 'o pintor da França'. Sua primeira encomenda foi para o castelo de seu irmão, Le Brouchy, uma estrutura de estilo medieval perto de Cuiseaux em Saône-et-Loire. As decorações principais têm como tema as quatro estações. Suas primeiras encomendas públicas surgiram no início da década de 1860, com trabalhos no Musée de Picardie em Amiens. As primeiras quatro obras foram Concordia (1861), Bellum (1861), Le Travail (Trabalho; 1863) e Le Repos (Descanso; 1863). Entre 1883 e 1886, ele pintou um mural para o Museu de Belas Artes em Lyon.

#### As regiões
Ao longo de sua carreira, Puvis recebeu um número substancial de encomendas para trabalhos a serem realizados em instituições públicas e privadas por toda a França. Seu trabalho inicial no Musée de Picardie o ajudou a desenvolver seu estilo classicizante e a estética decorativa de suas obras murais.
Entre suas obras públicas estão os ciclos posteriores completados em Amiens (Ave Picardia Nutrix, 1865), em Marselha, em Lyon e em Poitiers. De particular importância é o ciclo no Palais de Beaux Arts em Lyon, que inclui três obras significativas, preenchendo o espaço da parede na escadaria principal. Da esquerda para a direita, as obras são Visão Antiga (1884), O Bosque Querido às Artes e às Musas (1884) e Inspiração Cristã (1884).

#### Paris

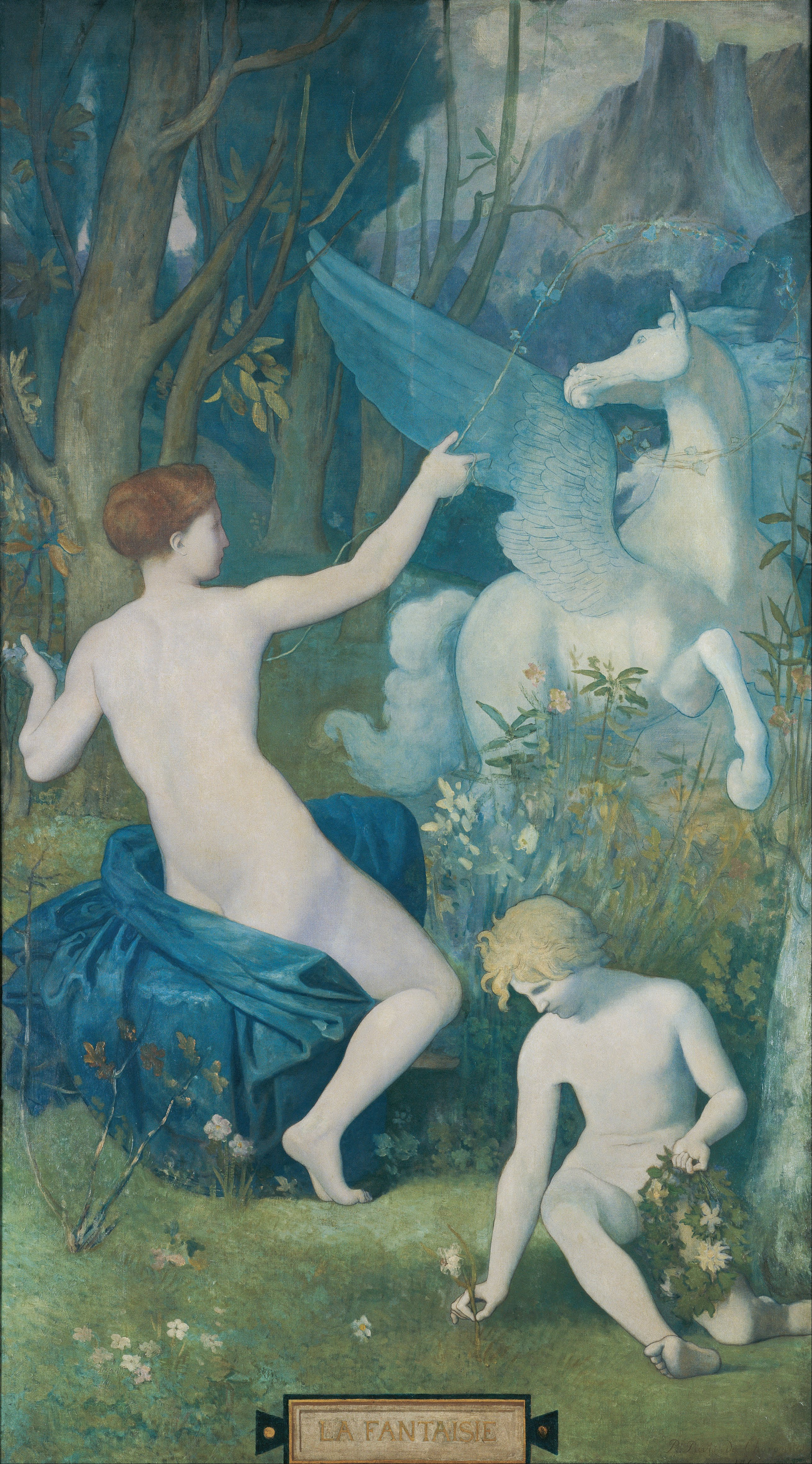
Fantasia (1866), Ohara Museum of Art

A carreira de Puvis esteve ligada a um debate complexo que vinha acontecendo desde o início da Terceira República (1870), e ao fim da violência da Comuna de Paris. A questão em jogo era a identidade da França e o significado de 'francesidade'. Os monarquistas sentiam que a revolução de 1789 havia sido um imenso desastre e que a França havia sido desviada de seu curso, enquanto os republicanos sentiam que a Revolução havia permitido à França retornar ao seu verdadeiro curso. Consequentemente, as obras que seriam exibidas em espaços públicos, como murais, tinham a importante tarefa de cumprir a ideologia do partido que as encomendava. Muitos estudiosos das obras de Puvis observaram que seu sucesso como 'pintor da França' se deveu em grande parte à sua capacidade de criar obras que agradavam às muitas ideologias existentes naquela época.
Sua primeira encomenda parisiense foi para um ciclo na igreja de Santa Genoveva, que agora é o secular Panteão, iniciado em 1874. Seus dois temas foram A Educação de Santa Genoveva e A Vida Pastoral de Santa Genoveva. Esta encomenda foi seguida por trabalhos na Sorbonne, nomeadamente o enorme hemiciclo, O Bosque Sagrado ou L'Ancienne Sorbonne entre as musas no Grande Anfiteatro da Sorbonne.
Sua comissão final nesta trindade de encomendas republicanas foi a glória suprema da carreira de Puvis, as obras Verão e Inverno, no Hôtel de Ville (Prefeitura) em Paris.
Muitas destas obras são caracterizadas por sua referência à arte clássica, visível nas composições cuidadosamente equilibradas, e o tema é frequentemente uma referência direta a visões da Grécia Helenística, particularmente no caso de Visão Antiga.

### Obras em tela
Puvis de Chavannes foi presidente e co-fundador em 1890 da Société Nationale des Beaux-Arts (Sociedade Nacional de Belas Artes) fundada em Paris. Tornou-se o salão de arte dominante da época e realizou exposições de arte contemporânea que era selecionada apenas por um júri composto pelos oficiais da Société.

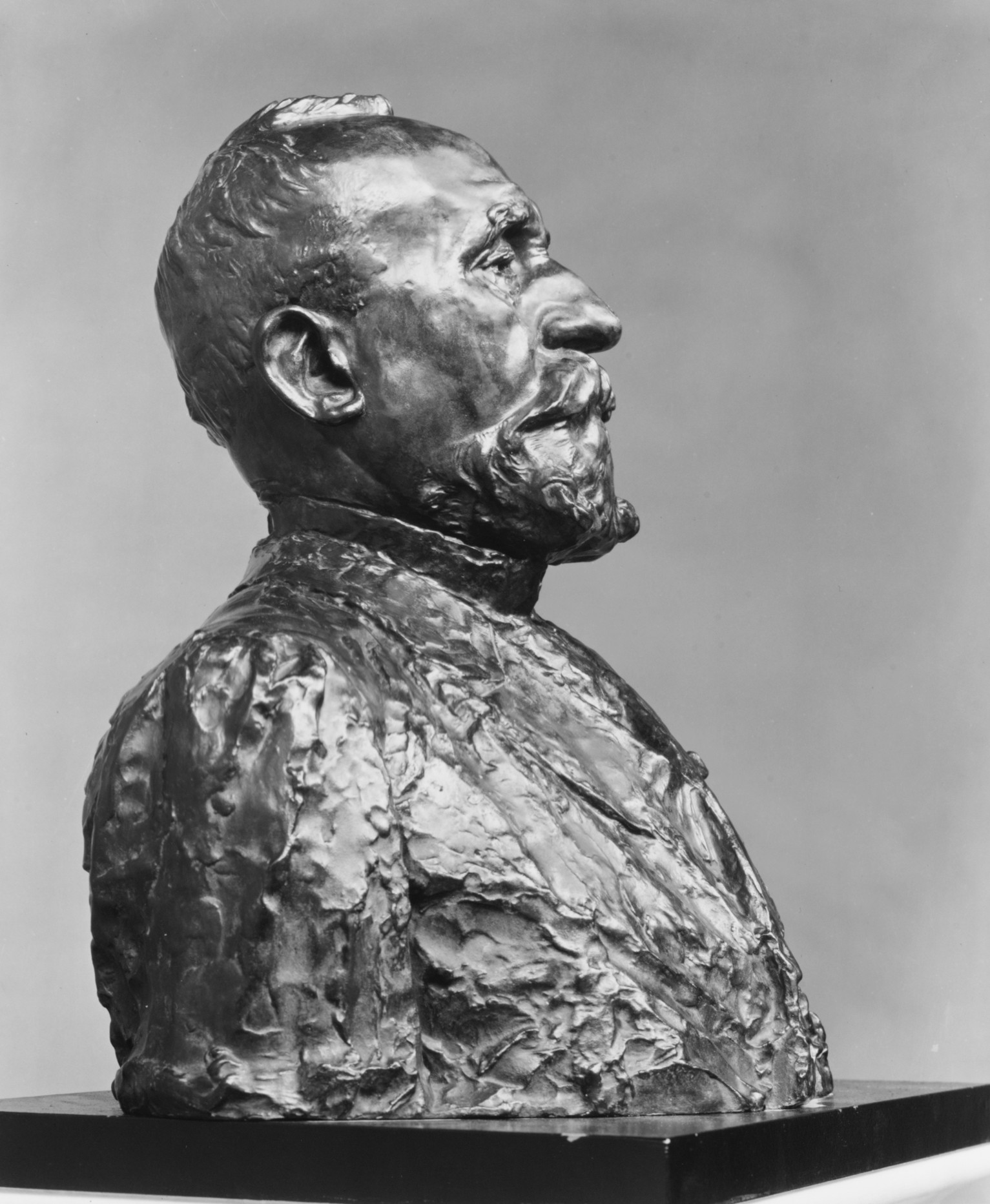
Pierre Puvis de Chavannes por Rodin

Aqueles que melhor traduziram o espírito da obra de Puvis de Chavannes em suas próprias criações foram, na Alemanha, o pintor Ludwig von Hofmann e na França, Auguste Rodin.
Suas pinturas de cavalete também podem ser encontradas em muitas galerias americanas e europeias. Algumas dessas pinturas são:
- A Morte e a Donzela
- O Sonho

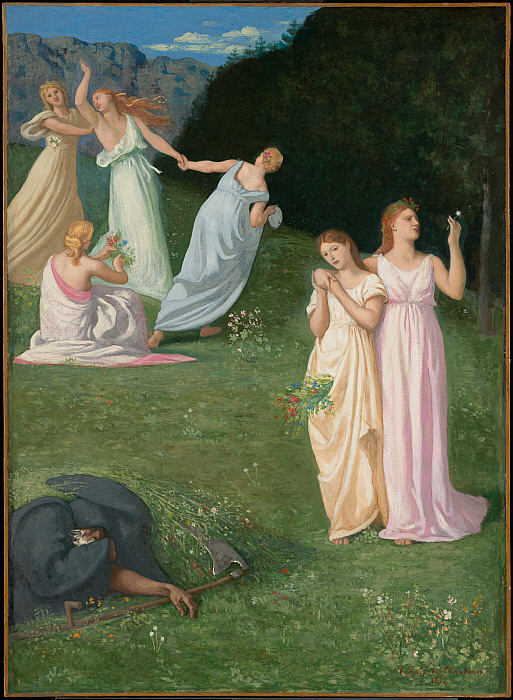
A Morte e as Donzelas, 1872, Clark Art Institute, Williamstown

- O Pobre Pescador, 1881, óleo sobre tela
- Vigilância
- A Meditação
- Maria Madalena em Saint Baume
- Santa Genoveva
- Jovens à Beira-Mar, 1879, óleo sobre tela
- Mulher Louca à Beira do Mar
- Esperança
- Esperança (nu)
- Mulher nua ajoelhada, vista de costas
- O Bosque Sagrado

Quanto à apreciação de sua obra, Puvis de Chavannes nunca foi adequadamente compreendido por seus contemporâneos. No início de sua carreira, a crítica de arte estava dividida em dois campos. Adorado pelos idealistas, ele era desprezado pelos partidários dos realistas. Somente com o advento do Simbolismo esses dois campos se uniram, mas sem alcançar uma apreciação convincente do pintor. A pesquisa atual herdou essa contradição da crítica de arte e, portanto, ainda não oferece uma apresentação convincente da arte de Puvis de Chavannes.

## Vida pessoal
Em Montmartre, ele teve um caso com uma de suas modelos, Suzanne Valadon, que se tornaria uma das principais artistas da época, além de mãe, professora e mentora de Maurice Utrillo. A partir de 1856, ele manteve um relacionamento com a princesa romena, Marie Cantacuzène. O casal ficou junto por 40 anos e se casou antes de suas mortes em 1898.

## Prêmio Puvis de Chavannes
A partir de 1926, o Prix Puvis de Chavannes (Prêmio Puvis de Chavannes) foi concedido pela Sociedade Nacional de Belas Artes (Société Nationale des Beaux-Arts). O Prix Puvis de Chavannes é a exposição retrospectiva em Paris das principais obras do artista premiado naquele ano. Durante o século XX, esta exposição foi localizada no Grand Palais ou no Musée d'Art Moderne. Entre os destinatários do prêmio estão:
- 1941: Wilhem Van Hasselt
- 1944: Jean Gabriel Domergue
- 1948: Joseph Pinchon
- 1952: Tristan Klingsor
- 1955: Georges Delplanque
- 1957: Albert Decaris
- 1958: Jean Picard Le Doux
- 1963: Maurice Boitel,[15]
- 1966: Pierre Gaillardot
- 1968: Pierre-Henry
- 1969: Louis Vuillermoz
- 1970: Daniel du Janerand
- 1971: Jean-Pierre Alaux
- 1975: Jean Monneret
- 1987: André Hambourg
- 1991: Gaston Sébire
- 1993: Jean Cluseau-Lanauve
- 2006: Paul Collomb[16]

## Galeria

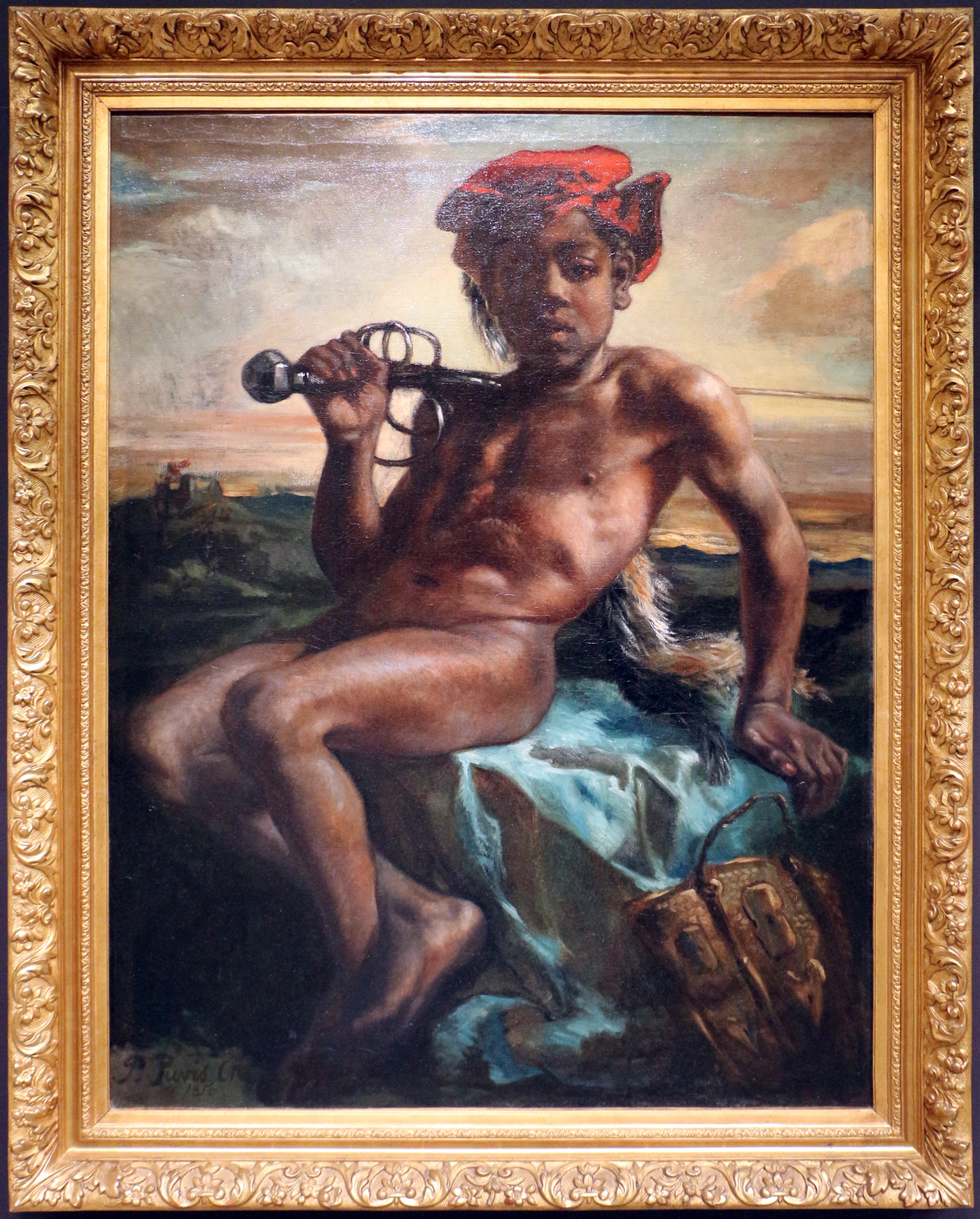
Jeune noir à l'épée (Jovem negro com espada) (1850), Musée d'Orsay
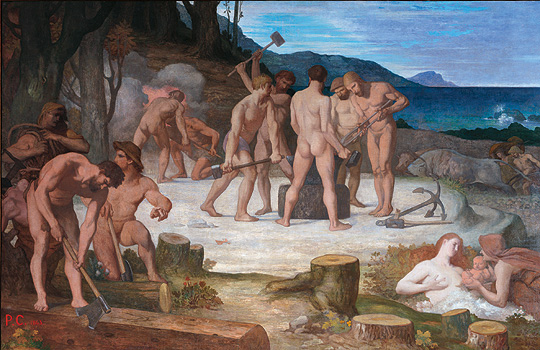
Le Travail (O Trabalho) (1863), Musée de Picardie
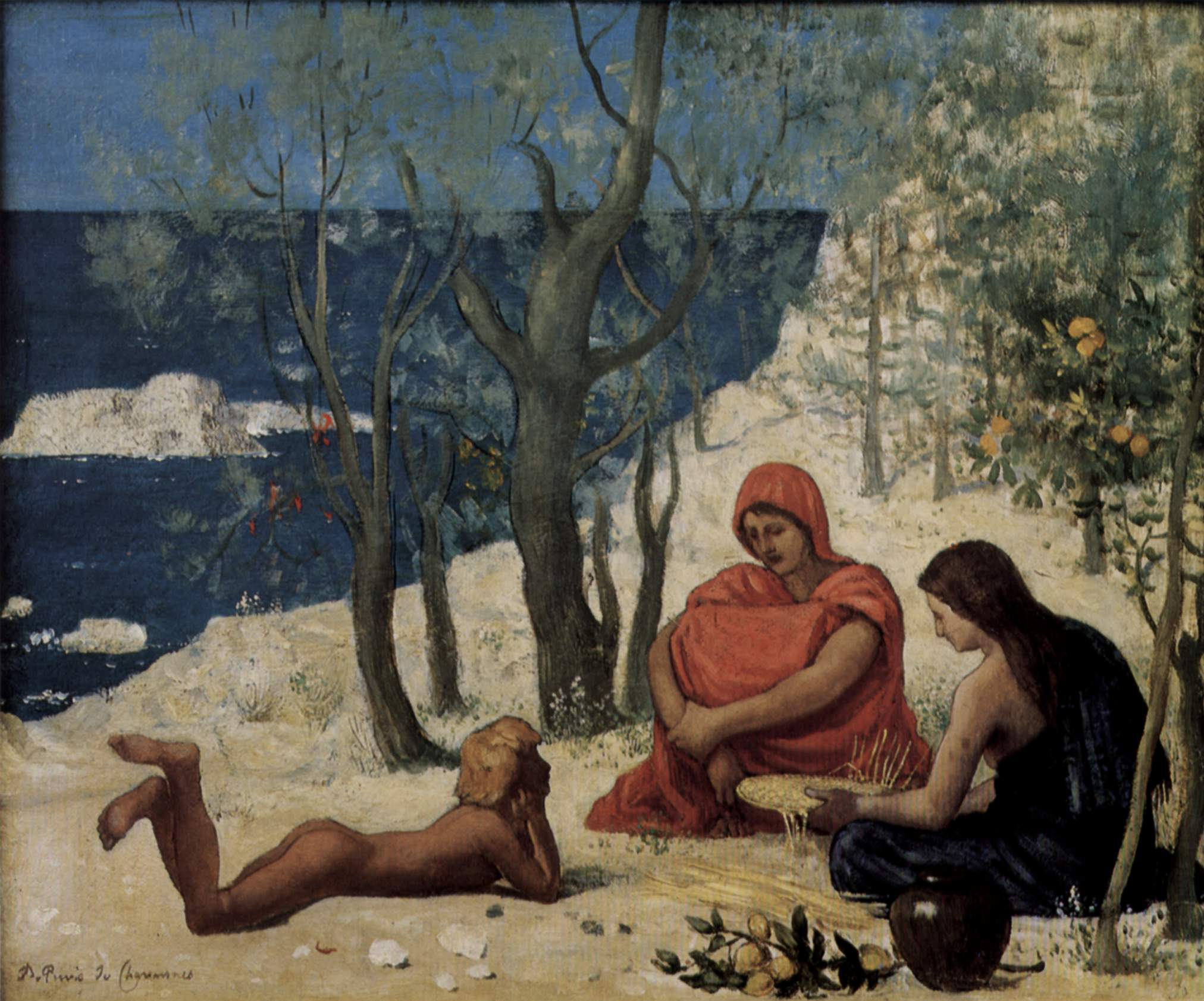
As Rochas Brancas (1869–1872)
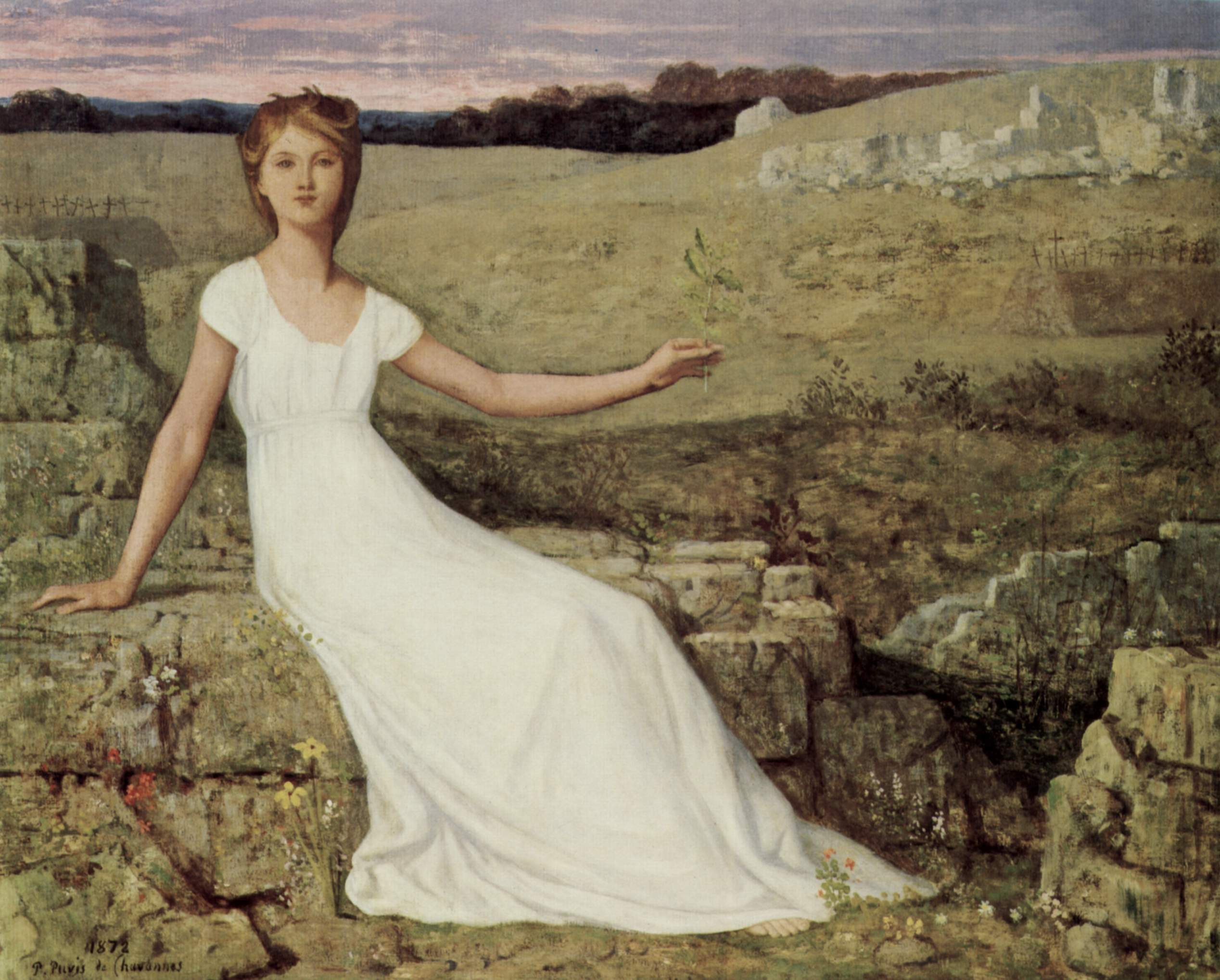
Esperança (1872), Walters Art Museum
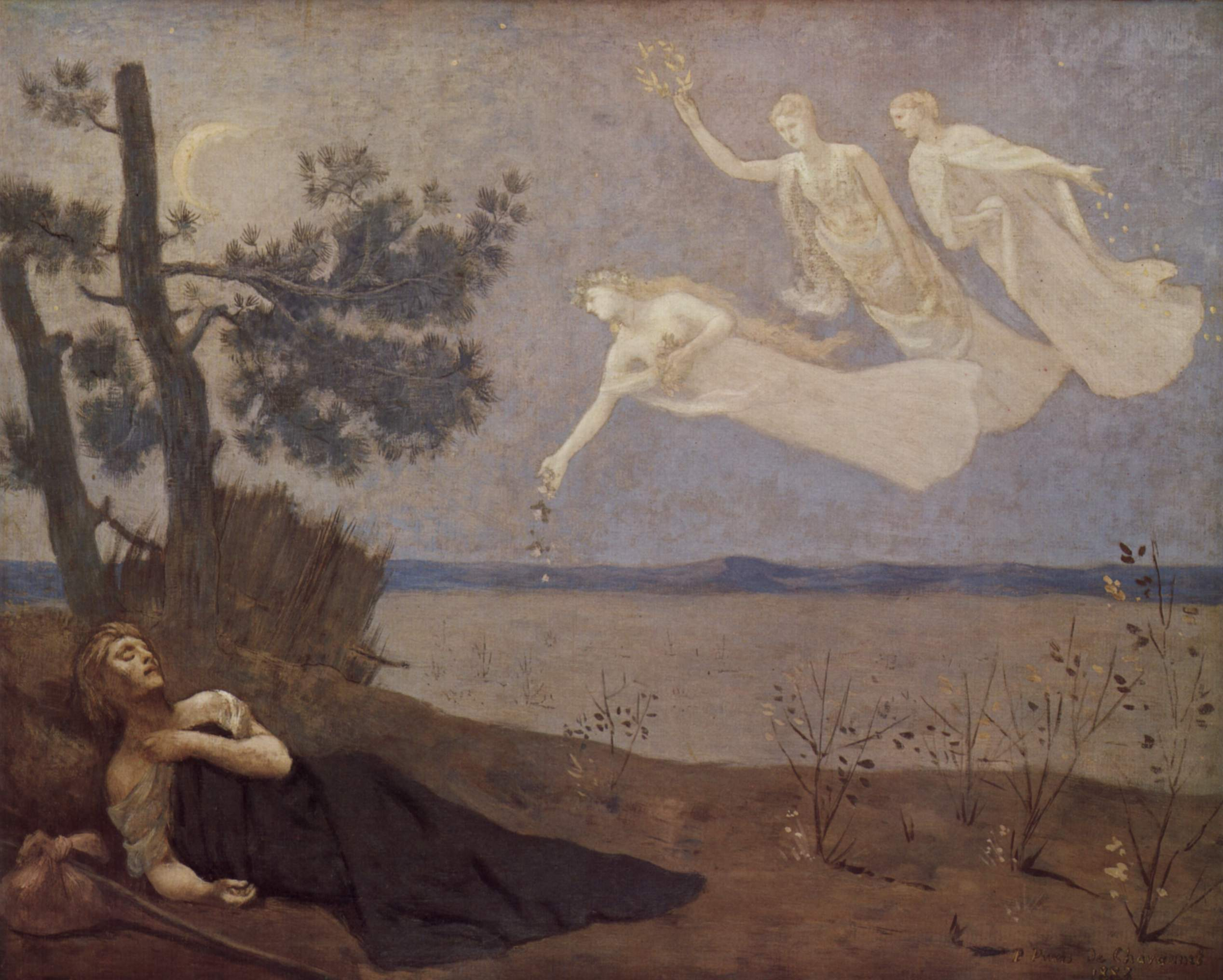
O Sonho (1883), Walters Art Museum
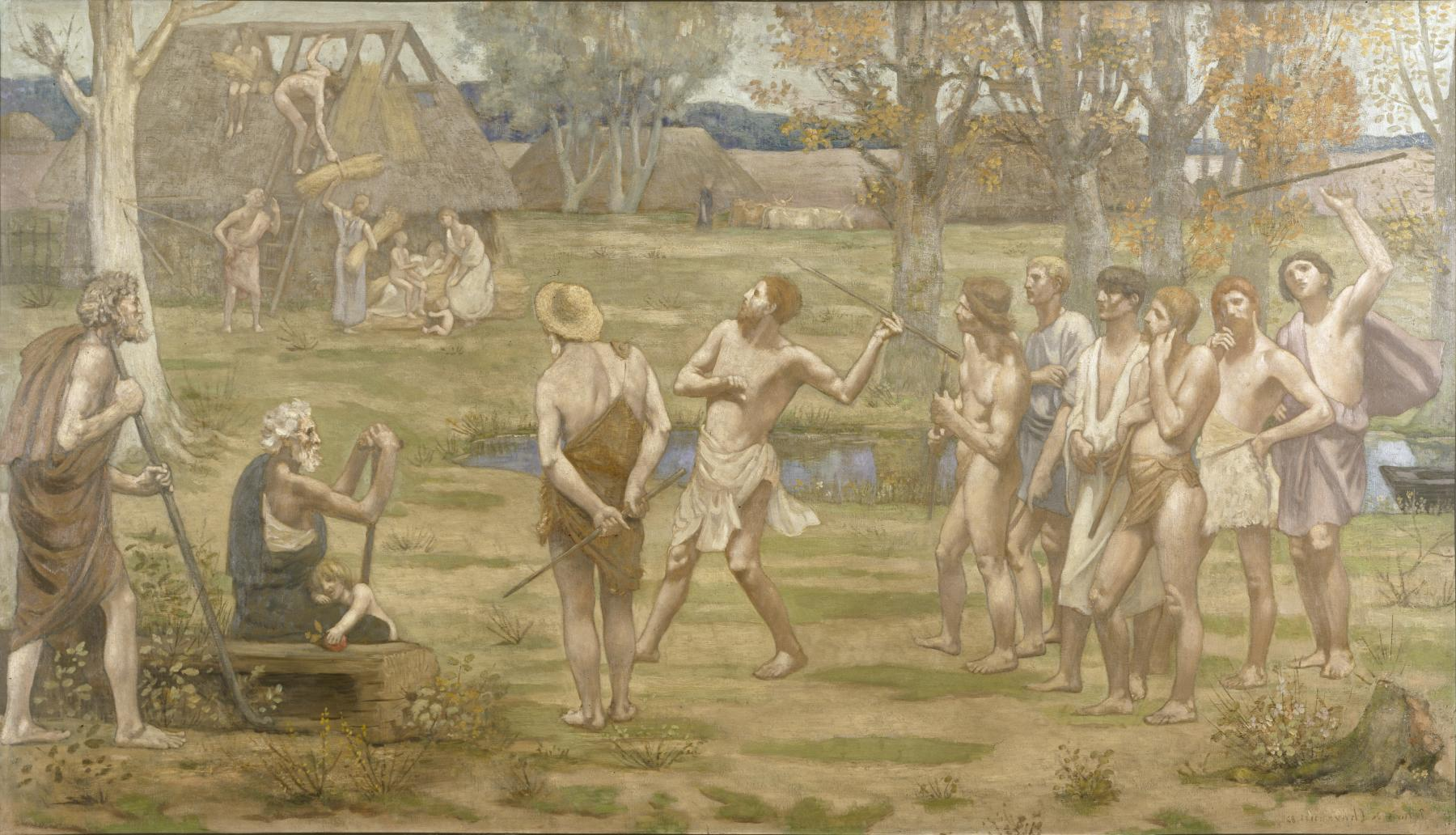
Ludus Pro Patria (1883), Walters Art Museum
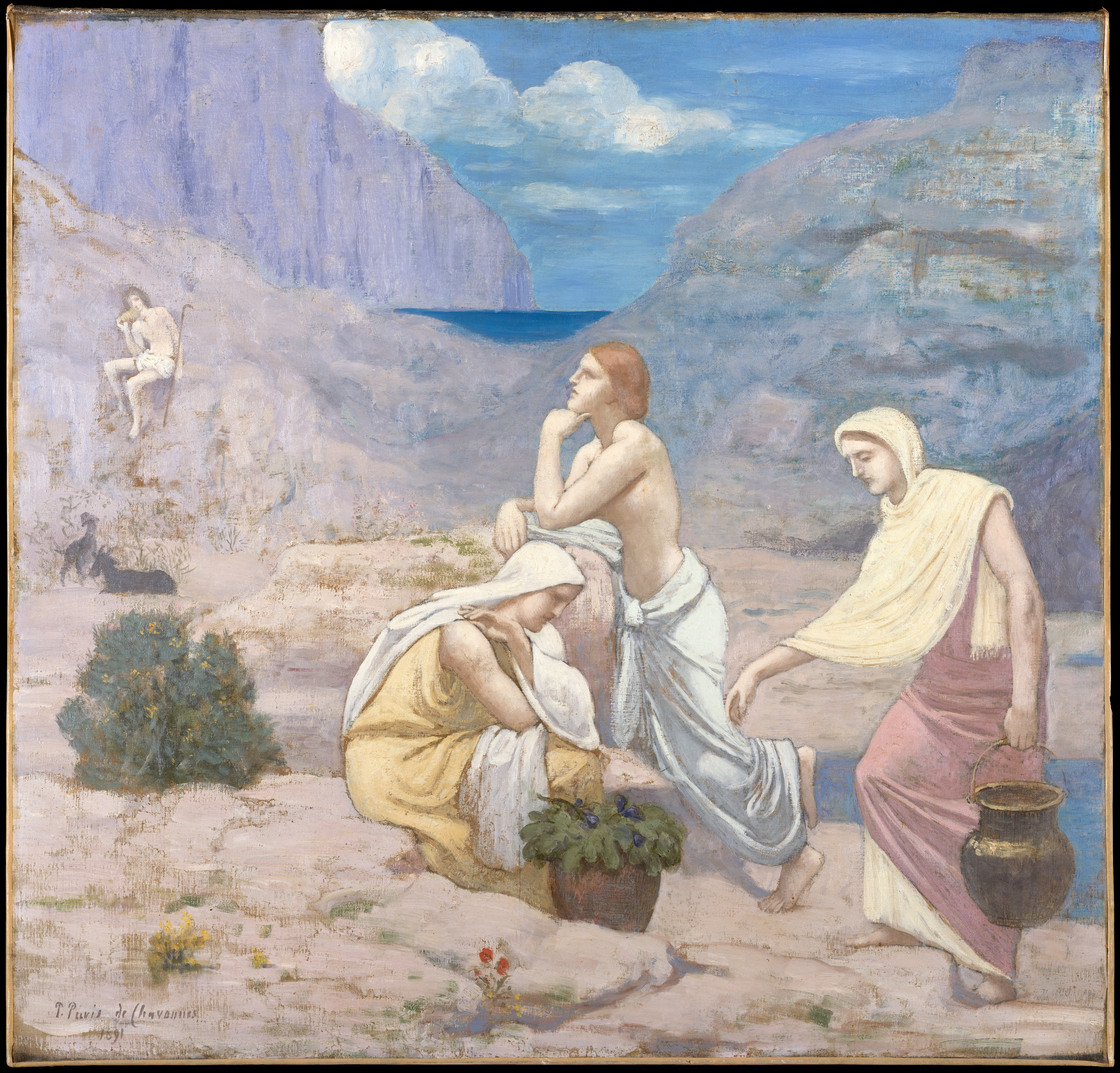
A Canção do Pastor (1891)
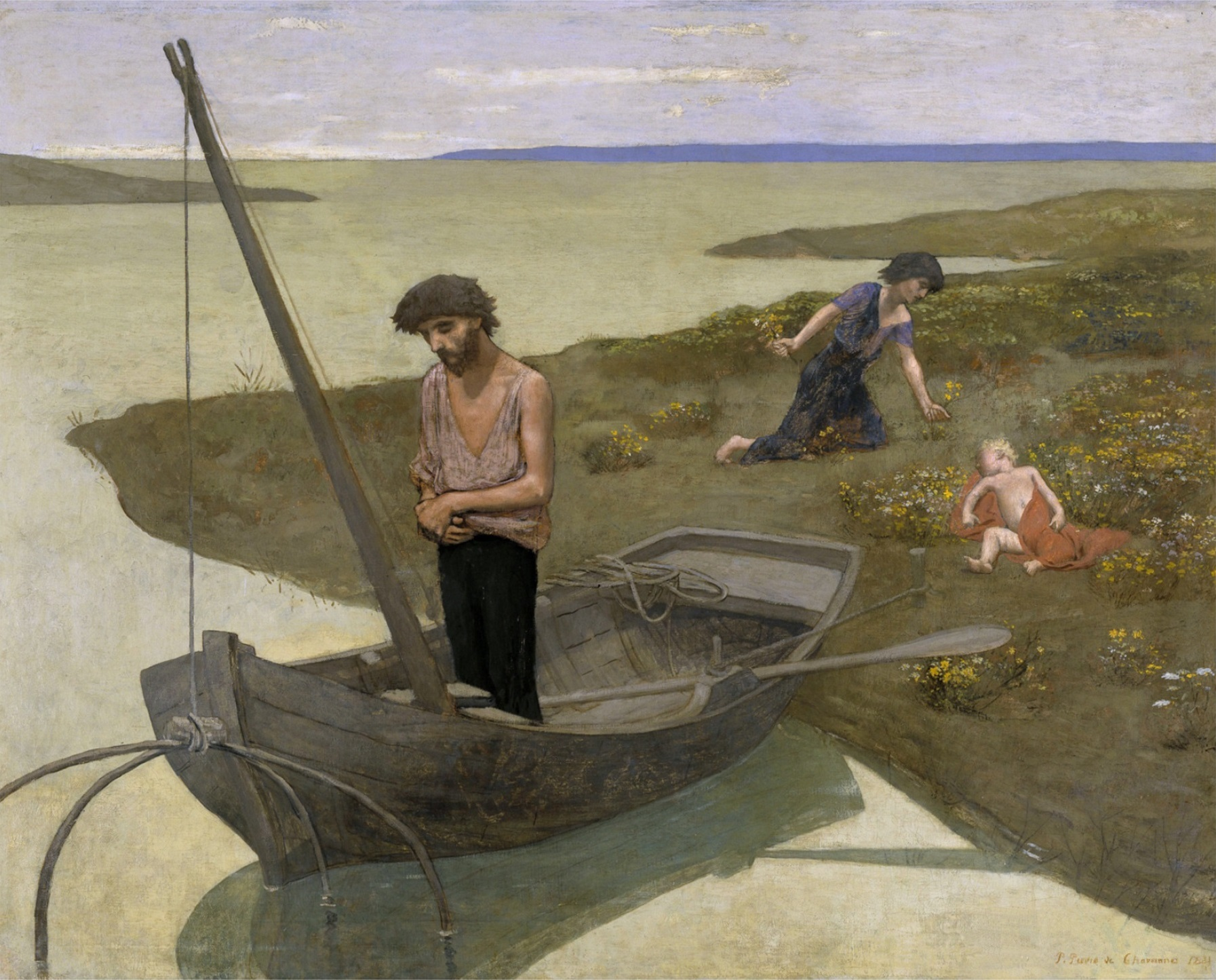
O Pobre Pescador (1881), Musée d'Orsay
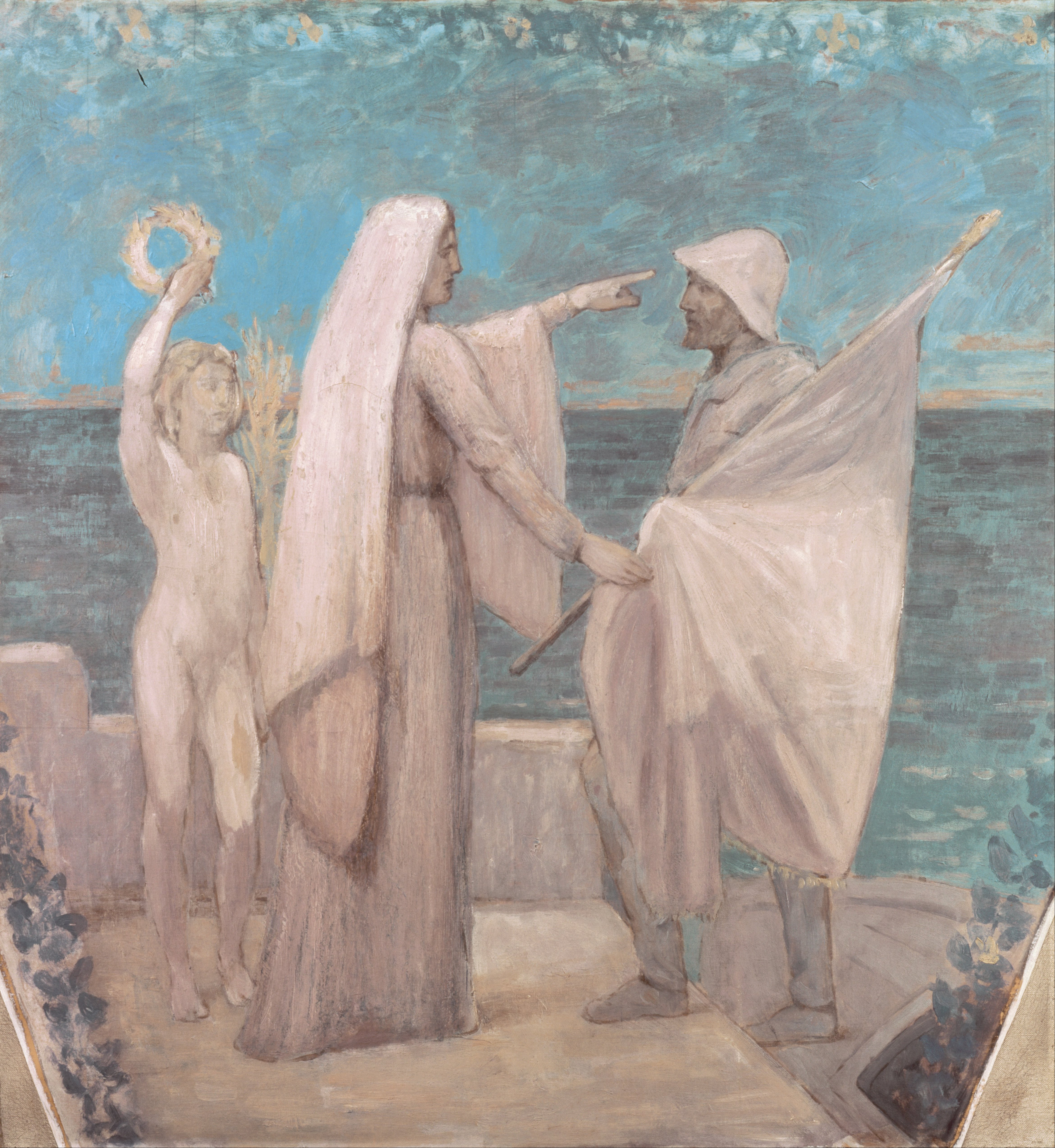
Estudo para Patriotismo (ca. 1893)